# Lucas Duda
Pour les articles homonymes, voir Duda.
Lucas Christopher Duda (né le 3 février 1986 à Los Angeles, Californie, États-Unis) est un joueur de premier but de la Ligue majeure de baseball.
Il évolue d'abord comme joueur de champ extérieur puis joueur de premier but des Mets de New York de 2010 à 2017.

## Carrière
Après des études secondaires à l'Arlington High School de Riverside (Californie), Lucas Duda suit des études supérieures à l'Université de Californie du Sud où il porte les couleurs des USC Trojans de 2005 à 2007.  

### Mets de New York
Il est repêché le 7 juin 2007 par les Mets de New York au septième tour de sélection. Il perçoit un bonus de 85 000 dollars à la signature de son premier contrat professionnel le 13 juin 2007. 
Duda passe trois saisons en Ligues mineures en portant successivement les couleurs des Cyclones de Brooklyn (A, 2007), des Mets de Sainte Lucie (AA, 2008), des Mets de Binghamton (AA, 2009-2010) et des Bisons de Buffalo (AAA, 2010).
Il fait ses débuts en Ligue majeure le 1er septembre 2010 avec les Mets. Duda obtient son premier coup sûr en carrière le 3 septembre, un double réussi contre un lanceur des Cubs de Chicago, Randy Wells. Il frappe son premier coup de circuit au plus haut niveau le 17 septembre 2010. Il frappe 4 circuits et compte 13 points produits en 29 matchs à son premier séjour dans les majeures.
Les Mets, qui n'avaient utilisé Duda que comme voltigeur en 2010, font alterner le jeune joueur entre le champ extérieur et le poste de premier but en 2011. Duda dispute 100 parties et maintient une bonne moyenne au bâton de ,292. Il frappe 10 circuits et produit 50 points.
La principale qualité offensive de Duda est son habileté à frapper des circuits. Il en claque 15 en 121 matchs des Mets en 2012 et le même nombre, mais en 100 parties jouées, en 2013. En 2014, il mène les Mets avec 30 circuits, une moyenne de puissance de ,481 et 92 points produits, mais il est aussi premier de l'équipe avec un pourcentage de présence sur les buts de ,349. Il est 3e de la Ligue nationale pour les coups de circuit en 2014.
Duda mène les Mets avec 27 circuits en 2015 et est premier de l'équipe (à égalité avec Daniel Murphy) pour les points produits, avec un total de 73. Dans le 4e et dernier match de la Série de championnat 2015 de la Ligue nationale à Chicago face aux Cubs, Duda est le 5e joueur de l'histoire des Mets à produire 5 points dans un match éliminatoire, pour partager le record de franchise.
En 760 matchs des Mets, de 2010 à 2017, Lucas Duda frappe 125 circuits.

### Rays de Tampa Bay
Le 27 juillet 2017, les Mets de New York échangent Lucas Duda aux Rays de Tampa Bay pour le lanceur droitier des ligues mineures Drew Smith.

### Royals de Kansas City
Il rejoint les Royals de Kansas City le 28 février 2018.

## Statistiques
| Saison | Équipe  | G  | AB | R  | H  | 2B | 3B | HR | RBI | SB | BA   |
| ------ | ------- | -- | -- | -- | -- | -- | -- | -- | --- | -- | ---- |
| 2010   | NY Mets | 29 | 84 | 11 | 17 | 6  | 0  | 4  | 13  | 0  | .202 |
| Totaux | Totaux  | 29 | 84 | 11 | 17 | 6  | 0  | 4  | 13  | 0  | .202 |

Note : G = Matches joués ; AB = Passages au bâton; R = Points ; H = Coups sûrs ; 2B = Doubles ; 3B = Triples ; 
HR = Coup de circuit ; RBI = Points produits ; SB = Buts volés ; BA = Moyenne au bâton.